# Porta civica di San Nicola
La Porta civica di San Nicola o Arco di Striano è l'unica porta cittadina superstite della cinta muraria che racchiudeva l'antico borgo di Striano, nella città metropolitana di Napoli. Situato a nord del centro storico della cittadina, principalmente in largo Arco, rappresenta il monumento principale e il simbolo della città. Oggi è di proprietà del Comune ed è vincolato con legge 1/6/1939 n.1089.

## Storia e descrizione
Fu eretto nella seconda metà del XV secolo sotto gli Orsini, conti di Nola, allorquando il borgo fu cinto di mura e munito di due porte d'accesso, costruite nelle strade che conducevano a Palma Campania e al bosco di Sylma Mala, dove nel 1600 nascerà Taverna Penta, attuale Poggiomarino, frazione di Striano fino al 1806. Le due porte venivano aperte alle prime luci dell'alba e serrate ad un'ora di notte. L'arco insistente sulla strada che conduce a Poggiomarino, detto comunemente di Minicone, venne abbattuto nel 1925. La porta di via Palma, in documenti dell'archivio diocesano di Sarno, è appellata Porta del Carmine. Nel Catasto onciario della Terra di Striano, redatto nel 1748, la porta è detta Arco di Santo Nicola dal nome della strada su cui insiste. Nel 1948 vengono apposte sulla facciata della maioliche di Vietri raffiguranti soggetti sacri riferiti alla Madonna dell'Arco, a devozione del popolo strianese.

## Restauri

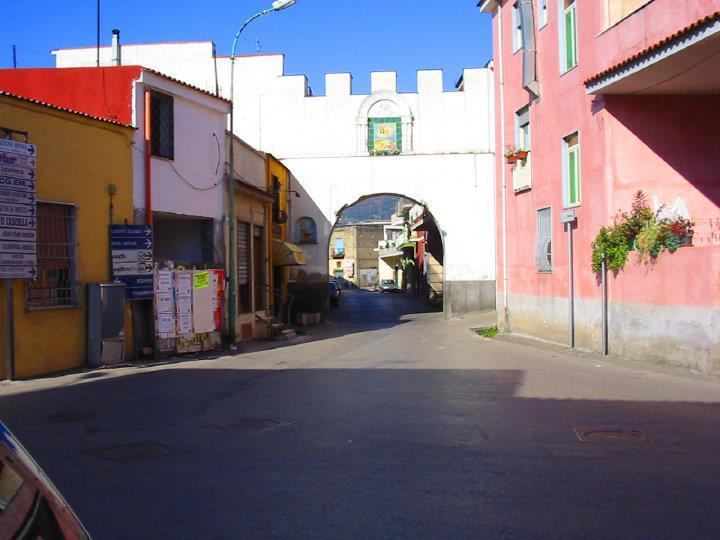
La porta dopo il restauro del 1997

Nel 1997 l'arco è stato oggetto di un generale restauro. Il progetto esecutivo prevedeva il consolidamento, il rifacimento degli intonaci e il restauro delle icone. Nel 2002 l'arco subisce un ulteriore restauro. L'opera non si è limitata al consolidamento realizzato comunque attraverso l'utilizzo di tecniche tradizionali non invasive, ma ha inteso dare pieno risalto al corpo del secondo Quattrocento, mediante la spicconatura dell'intonaco steso precedentemente su entrambi i paramenti murali, e la messa in evidenza della struttura litica originaria. Un idoneo sistema di illuminazione ha poi completato l'intervento di restauro e valorizzazione.